# Oscaecilia elongata
Oscaecilia elongata é uma espécie de anfíbio gimnofiono da família Caeciliidae. É endémica do Panamá. Presume-se que o habitat desta espécie seja subterrâneo, ocorrendo também em manta morta de florestas tropicais de baixa altitude húmidas.